# Сенявский, Николай (1520—1584)
Николай Сенявский (пол. Mikołaj Sieniawski) (1520—1584) — гетман польный коронный с 1575 по 1576 год, каштелян каменецкий (1576), староста стрыйский, второй сын великого гетмана коронного Николая Сенявского (ок. 1489—1569) и Катаржины Кола.

## Биография
Воспитывался при дворе подканцлера коронного и епископа краковского Петра Томицкого. В 1552 году участвовал в военном походе на Молдавию, в результате которого на господарский престол был посажен польский ставленник Александр Лупушану, который признал себя вассалом польской короны. В 1555 г. поступил на службу к прусскому герцогу Альбрехту Гогенцоллерну. В 1564—1565 гг. служил ротмистром в коннице в Литве. В 1562—1566 гг. Николай Сенявский участвовал в войне с Русским государством за обладание Ливонией. С 1569 г. исполнял функции польного гетмана коронного. В 1572 г. Николай Сенявский предпринял военный поход в Молдавию, где оборонял господаря Богдана Лупушану от турецкого ставленника Ивони. В 1576 г. был назначен каштеляном в Каменце-Подольском. Руководил обороной юго-восточных границ от крымскотатарских нападений. В 1580 г. участвовал в военном походе польского короля Стефана Батория на Великие Луки. В 1581 г. участвовал в неудачной осаде польско-литовской армией Пскова.

## Семья
Около 1560 года женился на Анне Михайловне Сапеге (ум. ок. 1580), дочери Михаила Сапеги (ум. ок. 1540) и Ядвиги Глебович, вдове князя Андрея Пронского, старосты житомирского. Дети:
- Эльжбета Сенявская, жена великого кравчего коронного Петра Опалинского (1566—1600)
- Анна Сенявская (ум. 1586), жена старосты червоногородского и сокальского Николая Язловецкого (ум. 1595)